# 小行星列表/18001-18100
| 名稱                       | 臨時編號   | 發現日期       | 發現地點     | 發現者                         |
| -------------------------- | ---------- | -------------- | ------------ | ------------------------------ |
| 小行星18001                | 1999 JY83  | 1999年5月12日  | 索科罗       | 林肯近地小行星研究小组         |
| 小行星18002                | 1999 JJ84  | 1999年5月12日  | 索科罗       | 林肯近地小行星研究小组         |
| 小行星18003                | 1999 JU84  | 1999年5月13日  | 索科罗       | 林肯近地小行星研究小组         |
| 小行星18004Krystosek       | 1999 JD86  | 1999年5月12日  | 索科罗       | 林肯近地小行星研究小组         |
| 小行星18005                | 1999 JD91  | 1999年5月12日  | 索科罗       | 林肯近地小行星研究小组         |
| 小行星18006                | 1999 JE94  | 1999年5月12日  | 索科罗       | 林肯近地小行星研究小组         |
| 小行星18007                | 1999 JK97  | 1999年5月12日  | 索科罗       | 林肯近地小行星研究小组         |
| 小行星18008                | 1999 JV99  | 1999年5月12日  | 索科罗       | 林肯近地小行星研究小组         |
| 小行星18009Patrickgeer     | 1999 JP100 | 1999年5月12日  | 索科罗       | 林肯近地小行星研究小组         |
| 小行星18010                | 1999 JQ100 | 1999年5月12日  | 索科罗       | 林肯近地小行星研究小组         |
| 小行星18011                | 1999 JQ113 | 1999年5月13日  | 索科罗       | 林肯近地小行星研究小组         |
| 小行星18012Marsland        | 1999 JM114 | 1999年5月13日  | 索科罗       | 林肯近地小行星研究小组         |
| 小行星18013Shedletsky      | 1999 JS114 | 1999年5月13日  | 索科罗       | 林肯近地小行星研究小组         |
| 小行星18014                | 1999 JC121 | 1999年5月13日  | 索科罗       | 林肯近地小行星研究小组         |
| 小行星18015Semenkovich     | 1999 JD121 | 1999年5月13日  | 索科罗       | 林肯近地小行星研究小组         |
| 小行星18016Grondahl        | 1999 JU122 | 1999年5月13日  | 索科罗       | 林肯近地小行星研究小组         |
| 小行星18017                | 1999 JC124 | 1999年5月14日  | 索科罗       | 林肯近地小行星研究小组         |
| 小行星18018                | 1999 JR125 | 1999年5月10日  | 索科罗       | 林肯近地小行星研究小组         |
| 小行星18019Dascoli         | 1999 JJ126 | 1999年5月13日  | 索科罗       | 林肯近地小行星研究小组         |
| 小行星18020Amend           | 1999 JT126 | 1999年5月13日  | 索科罗       | 林肯近地小行星研究小组         |
| 小行星18021Waldman         | 1999 JH127 | 1999年5月13日  | 索科罗       | 林肯近地小行星研究小组         |
| 小行星18022Pepper          | 1999 JN127 | 1999年5月13日  | 索科罗       | 林肯近地小行星研究小组         |
| 小行星18023                | 1999 JQ129 | 1999年5月12日  | 索科罗       | 林肯近地小行星研究小组         |
| 小行星18024Dobson          | 1999 KK4   | 1999年5月20日  | 瓦哈卡州     | J. M. Roe                      |
| 小行星18025                | 1999 KF5   | 1999年5月18日  | 基特峰       | 太空监视                       |
| 小行星18026Juliabaldwin    | 1999 KG13  | 1999年5月18日  | 索科罗       | 林肯近地小行星研究小组         |
| 小行星18027Gokcay          | 1999 KL14  | 1999年5月18日  | 索科罗       | 林肯近地小行星研究小组         |
| 小行星18028Ramchandani     | 1999 KO14  | 1999年5月18日  | 索科罗       | 林肯近地小行星研究小组         |
| 小行星18029                | 1999 KA16  | 1999年5月21日  | 索科罗       | 林肯近地小行星研究小组         |
| 小行星18030                | 1999 LX4   | 1999年6月8日   | 索科罗       | 林肯近地小行星研究小组         |
| 小行星18031                | 1999 LO14  | 1999年6月9日   | 索科罗       | 林肯近地小行星研究小组         |
| 小行星18032Geiss           | 1999 MG1   | 1999年6月20日  | 可可尼诺县   | 洛厄尔天文台近地小行星搜寻计划 |
| 小行星18033                | 1999 NR4   | 1999年7月14日  | 奥克拉荷马县 | T. Stafford                    |
| 小行星18034                | 1999 NF6   | 1999年7月13日  | 索科罗       | 林肯近地小行星研究小组         |
| 小行星18035                | 1999 NJ7   | 1999年7月13日  | 索科罗       | 林肯近地小行星研究小组         |
| 小行星18036                | 1999 ND26  | 1999年7月14日  | 索科罗       | 林肯近地小行星研究小组         |
| 小行星18037                | 1999 NA38  | 1999年7月14日  | 索科罗       | 林肯近地小行星研究小组         |
| 小行星18038                | 1999 NR48  | 1999年7月13日  | 索科罗       | 林肯近地小行星研究小组         |
| 小行星18039                | 1999 ND49  | 1999年7月13日  | 索科罗       | 林肯近地小行星研究小组         |
| 小行星18040                | 1999 NC60  | 1999年7月13日  | 索科罗       | 林肯近地小行星研究小组         |
| 小行星18041                | 1999 RX13  | 1999年9月7日   | 索科罗       | 林肯近地小行星研究小组         |
| 小行星18042                | 1999 RF27  | 1999年9月7日   | 索科罗       | 林肯近地小行星研究小组         |
| 小行星18043Laszkowska      | 1999 RQ54  | 1999年9月7日   | 索科罗       | 林肯近地小行星研究小组         |
| 小行星18044                | 1999 RS89  | 1999年9月7日   | 索科罗       | 林肯近地小行星研究小组         |
| 小行星18045                | 1999 RR100 | 1999年9月8日   | 索科罗       | 林肯近地小行星研究小组         |
| 小行星18046                | 1999 RN116 | 1999年9月9日   | 索科罗       | 林肯近地小行星研究小组         |
| 小行星18047                | 1999 RP145 | 1999年9月9日   | 索科罗       | 林肯近地小行星研究小组         |
| 小行星18048                | 1999 RG170 | 1999年9月9日   | 索科罗       | 林肯近地小行星研究小组         |
| 小行星18049                | 1999 RX195 | 1999年9月8日   | 索科罗       | 林肯近地小行星研究小组         |
| 小行星18050                | 1999 RS196 | 1999年9月8日   | 索科罗       | 林肯近地小行星研究小组         |
| 小行星18051                | 1999 RU196 | 1999年9月8日   | 索科罗       | 林肯近地小行星研究小组         |
| 小行星18052                | 1999 RV199 | 1999年9月8日   | 索科罗       | 林肯近地小行星研究小组         |
| 小行星18053                | 1999 RU208 | 1999年9月8日   | 索科罗       | 林肯近地小行星研究小组         |
| 小行星18054                | 1999 SW7   | 1999年9月29日  | 索科罗       | 林肯近地小行星研究小组         |
| 小行星18055Fernhildebrandt | 1999 TJ13  | 1999年10月11日 | 肖尼县       | G. Hug、G. Bell                |
| 小行星18056                | 1999 TV15  | 1999年10月11日 | 贝林佐纳     | S. Sposetti                    |
| 小行星18057                | 1999 VK10  | 1999年11月9日  | 大泉天文台   | 小林隆男                       |
| 小行星18058                | 1999 XY129 | 1999年12月12日 | 索科罗       | 林肯近地小行星研究小组         |
| 小行星18059Cavalieri       | 1999 XL137 | 1999年12月15日 | 普雷斯科特   | P. G. Comba                    |
| 小行星18060Zarex           | 1999 XJ156 | 1999年12月8日  | 索科罗       | 林肯近地小行星研究小组         |
| 小行星18061                | 1999 XH179 | 1999年12月10日 | 索科罗       | 林肯近地小行星研究小组         |
| 小行星18062                | 1999 XY187 | 1999年12月12日 | 索科罗       | 林肯近地小行星研究小组         |
| 小行星18063                | 1999 XW211 | 1999年12月13日 | 索科罗       | 林肯近地小行星研究小组         |
| 小行星18064                | 1999 XY242 | 1999年12月13日 | 卡特林那     | 卡特林那巡天系统               |
| 小行星18065                | 2000 AM41  | 2000年1月3日   | 索科罗       | 林肯近地小行星研究小组         |
| 小行星18066                | 2000 AR79  | 2000年1月5日   | 索科罗       | 林肯近地小行星研究小组         |
| 小行星18067                | 2000 AB98  | 2000年1月4日   | 索科罗       | 林肯近地小行星研究小组         |
| 小行星18068                | 2000 AF184 | 2000年1月7日   | 索科罗       | 林肯近地小行星研究小组         |
| 小行星18069                | 2000 AS199 | 2000年1月9日   | 索科罗       | 林肯近地小行星研究小组         |
| 小行星18070                | 2000 AC205 | 2000年1月13日  | 伊斯特拉     | K. Korlević                    |
| 小行星18071                | 2000 BA27  | 2000年1月30日  | 索科罗       | 林肯近地小行星研究小组         |
| 小行星18072                | 2000 CL71  | 2000年2月7日   | 索科罗       | 林肯近地小行星研究小组         |
| 小行星18073                | 2000 CB82  | 2000年2月4日   | 索科罗       | 林肯近地小行星研究小组         |
| 小行星18074                | 2000 DW    | 2000年2月24日  | 大泉天文台   | 小林隆男                       |
| 小行星18075Donasharma      | 2000 DD5   | 2000年2月28日  | 索科罗       | 林肯近地小行星研究小组         |
| 小行星18076                | 2000 DV59  | 2000年2月29日  | 索科罗       | 林肯近地小行星研究小组         |
| 小行星18077Dianeingrao     | 2000 EM148 | 2000年3月4日   | 卡特林那     | 卡特林那巡天系统               |
| 小行星18078                | 2000 FL31  | 2000年3月28日  | 索科罗       | 林肯近地小行星研究小组         |
| 小行星18079Lion-Stoppato   | 2000 FJ63  | 2000年3月27日  | 可可尼诺县   | 洛厄尔天文台近地小行星搜寻计划 |
| 小行星18080                | 2000 GW105 | 2000年4月7日   | 索科罗       | 林肯近地小行星研究小组         |
| 小行星18081                | 2000 GB126 | 2000年4月7日   | 索科罗       | 林肯近地小行星研究小组         |
| 小行星18082                | 2000 GB136 | 2000年4月12日  | 索科罗       | 林肯近地小行星研究小组         |
| 小行星18083                | 2000 HD22  | 2000年4月29日  | 索科罗       | 林肯近地小行星研究小组         |
| 小行星18084Adamwohl        | 2000 HP47  | 2000年4月29日  | 索科罗       | 林肯近地小行星研究小组         |
| 小行星18085                | 2000 JZ14  | 2000年5月6日   | 索科罗       | 林肯近地小行星研究小组         |
| 小行星18086Emilykraft      | 2000 JQ21  | 2000年5月6日   | 索科罗       | 林肯近地小行星研究小组         |
| 小行星18087Yamanaka        | 2000 JA22  | 2000年5月6日   | 索科罗       | 林肯近地小行星研究小组         |
| 小行星18088Roberteunice    | 2000 JS30  | 2000年5月7日   | 索科罗       | 林肯近地小行星研究小组         |
| 小行星18089                | 2000 JB41  | 2000年5月6日   | 索科罗       | 林肯近地小行星研究小组         |
| 小行星18090Kevinkuo        | 2000 JA56  | 2000年5月6日   | 索科罗       | 林肯近地小行星研究小组         |
| 小行星18091Iranmanesh      | 2000 JN58  | 2000年5月6日   | 索科罗       | 林肯近地小行星研究小组         |
| 小行星18092Reinhold        | 2000 KR29  | 2000年5月28日  | 索科罗       | 林肯近地小行星研究小组         |
| 小行星18093                | 2000 KS31  | 2000年5月28日  | 索科罗       | 林肯近地小行星研究小组         |
| 小行星18094                | 2000 KN56  | 2000年5月27日  | 索科罗       | 林肯近地小行星研究小组         |
| 小行星18095Frankblock      | 2000 LL5   | 2000年6月5日   | 索科罗       | 林肯近地小行星研究小组         |
| 小行星18096                | 2000 LM16  | 2000年6月1日   | 索科罗       | 林肯近地小行星研究小组         |
| 小行星18097                | 2000 LU19  | 2000年6月8日   | 索科罗       | 林肯近地小行星研究小组         |
| 小行星18098                | 2000 LR20  | 2000年6月8日   | 索科罗       | 林肯近地小行星研究小组         |
| 小行星18099Flamini         | 2000 LD27  | 2000年6月6日   | 可可尼诺县   | 洛厄尔天文台近地小行星搜寻计划 |
| 小行星18100Lebreton        | 2000 LE28  | 2000年6月6日   | 可可尼诺县   | 洛厄尔天文台近地小行星搜寻计划 |

| 上一頁： 17901-18000 | 小行星列表 18001-18100 | 下一頁： 18101-18200 |